# 鈴木みのり (カーリング選手)
鈴木 みのり（すずき みのり、2001年9月18日 - ）は日本のカーリング選手。 中部電力カーリング部所属。

## 人物
長野県軽井沢町出身。長野県野沢北高等学校出身。中部電力に勤務。

## 経歴
鈴木はわずか12歳で、北澤育恵、中嶋星奈、荻原詠理、谷本文子と組んだジュニアチーム「軽井沢ファイヤーボンバー」で初めて日本カーリング選手権に出場。 2年後、彼女は再び中嶋星奈と、江並杏実と山本冴の2人の新しいチームメイトと一緒に日本カーリング選手権に出場。日本選手権では、チーム中島は予選5勝3敗という成績でプレーオフの出場権を獲得。その後、小穴桃里のチームに3対4で敗れ、3位決定戦で小笠原歩のチームに敗れ、総合4位となった。 

### 2017-18
中嶋星奈がジュニアから外れたため、江並杏実がスキップとなった。

### 2018-19
チームは2018年日本ジュニアカーリング選手権のタイトルを獲得し、2019年1月の2019年世界ジュニアBカーリング選手権に出場。3位決定戦で6-5で勝利し、2019年世界ジュニアカーリング選手権の出場権を獲得 。世界ジュニアカーリング選手権でチームは苦戦し、2勝7敗で総合9位となった 。その結果、翌年の世界ジュニアの出場権を得るために、ジュニアB選手権に回ることになった。

### 2019–20
エリートアカデミー内でのチーム編成変更のため、軽井沢ファイヤーボンバーが解散。山本冴がスキップの新しいジュニアチームは、2019年12月に2019年世界ジュニアBカーリング選手権で優勝し、 2020年世界ジュニアカーリング選手権に再び出場。 チームは今回の世界選手権で前回より良い成績を残し、5勝4敗の記録でプレーオフに進出。 その後、韓国との準決勝とロシアとの3位決定戦で敗れ、大会を4位で終えた。 

### 2020-21
中嶋星奈、北澤育恵、松村千秋、石郷岡葉純からなる中部電力カーリング部に加入。しかし、 COVID-19のパンデミックによりシーズン中のイベントの大部分がキャンセルとなった。

### 2021-22
新体制として本格的に活動を開始した。中部電力は2021年どうぎんカーリングクラシックで3位に終わった。 ロコ・ソラーレは2021年のオリンピック日本代表トライアルで優勝し、 2022年の冬季オリンピックの日本代表に決定していたため、 2022年の世界女子カーリング選手権の日本代表チームを決定するために、中部電力、富士急、北海道銀行フォルティウスの間で世界選手権トライアルが行われた。中部電力は予選ラウンドで3勝1敗の記録を出し、北海道銀行フォルティウスとのベストオブ3の決勝に勝ち上がりました。最初の2試合を1勝1敗とした後、中部電力は最終試合の10エンドに1点を取り、世界選手権日本代表となった。 チームは世界選手権でのポジションを変更し、北澤育恵をチームの新しいスキップに任命。 カナダのブリティッシュコロンビア州プリンスジョージでは、日本代表はラウンドロビンを6勝6敗という結果でプレーオフ進出を逃し、7位となった。 

## チーム
| シーズン | フォース    | サード     | セカンド    | リード      | リザーブ   | 主な大会                    |
| -------- | ----------- | ---------- | ----------- | ----------- | ---------- | --------------------------- |
| 2013–14  | 北澤育恵(S) | 土屋文乃   | 中嶋星奈    | 鈴木結海    | 鈴木みのり | JJCC 2013（軽井沢ジュニア） |
| 2013–14  | 北澤育恵(S) | 中嶋星奈   | 鈴木みのり  | 荻原詠理    | 谷本 文子  | JCC 2014（チーム軽井沢）    |
| 2015–16  | 中嶋星奈(S) | 鈴木みのり | 江並杏実    | 山本冴      |            | JCC 2016                    |
| 2016–17  | 江並杏実    | 鈴木みのり | 山本冴(S)   | 両川萌音    |            |                             |
| 2017–18  | 江並杏実    | 鈴木みのり | 山本冴      | 両川萌音(S) |            |                             |
| 2018–19  | 江並杏実(S) | 鈴木みのり | 山本冴      | 両川萌音    | 金井亜翠香 |                             |
| 2019–20  | 鈴木みのり  | 荻原詠理   | 上野結生    | 山本冴(S)   | 上野美優   |                             |
| 2020–21  | 北澤育恵    | 松村千秋   | 中嶋星奈(S) | 石郷岡葉純  | 鈴木みのり | JCC 2021                    |
| 2021–22  | 北澤育恵(S) | 中嶋星奈   | 鈴木みのり  | 石郷岡葉純  | 松村千秋   | JCC 2022                    |
| 2022–23  | 北澤育恵(S) | 中嶋星奈   | 鈴木みのり  | 石郷岡葉純  | 松村千秋   | JCC 2023                    |
| 2023–24  | 北澤育恵(S) | 中嶋星奈   | 江並杏実    | 鈴木みのり  | 石郷岡葉純 | JCC 2024                    |
| 2024–25  | 北澤育恵(S) | 中嶋星奈   | 江並杏実    | 鈴木みのり  | 石郷岡葉純 | JCC 2025                    |

(S)…スキップ

## 戦績
| 日本ジュニア選手権 | 2 | 2 |  | 1 | 1 |   |   |   |   |
| 世界ジュニア選手権 |   |   |  | 9 | 4 |   |   |   |   |
| 日本選手権         | 8 | 4 |  |   |   | 3 | 2 | 3 | 3 |
| 世界選手権         |   |   |  |   |   |   | 7 |   |   |